# Bad Magic
《Bad Magic》은 영국의 하드 록 밴드 모터헤드의 스물두 번째이자 마지막 스튜디오 음반이다. 2015년 8월 28일에 발매된 이 음반은 UDR/모터헤드 뮤직의 지난 5년간의 협업 하에 발매된 다섯 번째 음반이다.
음반 발매 4개월 만에 창립자 레미 킬미스터의 죽음으로 밴드는 40년 만에 해체되었다. 살아남은 멤버 필 캠벨과 미키 디는 수많은 매체에 밴드가 끝났다고 말했다.
〈When the Sky Comes Looking for You〉는 이 음반의 유일한 곡으로 라이브로 재생되었다. 2016년, 이 음반은 ECHO 어워드에서 최우수 록/얼터너티브 인터내셔널 부문 후보에 올랐지만, 결국 아이언 메이든의 《The Book of Souls》에게 패배했다.

## 평가
| 전문가 평가          | 전문가 평가 |
| 총 점수              | 총 점수     |
| 출처                 | 점수        |
| -------------------- | ----------- |
| 메타크리틱           | 80/100      |
| 평가 점수            |             |
| 출처                 | 점수        |
| AllMusic             | [ 6 ]       |
| Blabbermouth.net     | 8.5/10      |
| The Boston Globe     | favourable  |
| Consequence of Sound | B           |
| The Guardian         | [ 10 ]      |
| Loudwire             | favourable  |
| Metal Storm          | 9.2/10      |
| Record Collector     | [ 13 ]      |
| AntiHero Magazine    | [ 14 ]      |
| RockRevolt Magazine  | [ 15 ]      |
| Sputnikmusic         | 3.5/5       |

《Bad Magic》은 메타크리틱 100점 만점에 80점을 받아 비평가들로부터 대체적으로 긍정적인 평가를 받았다. 라우드와이어의 채드 보워는 이 음반에 수록된 곡들이 시대를 초월하는 사운드를 가지고 있다고 썼는데, 이는 이 곡들이 음반이 발매된 해에 작곡된 것인지 80년대 초에 작곡된 것인지를 듣는 사람들이 알 수 없다는 것을 의미한다.

## 상업적 성과
이 음반은 첫 주에 10,325장이 팔리면서 빌보드 200 35위, 하드 록 음반 차트 2위, 록 음반 차트 5위에 데뷔했다. 이 음반은 2016년 6월 현재 미국에서 36,000장이 팔렸다.

## 곡 목록
모든 곡들은 특별한 언급이 없는 한 레미 킬미스터, 필 캠벨, 미키 디에 의해 작사/작곡하였다.
| #   | 제목                                          | 작사·작곡            | 재생 시간 |
| --- | --------------------------------------------- | -------------------- | --------- |
| 1.  | 〈Victory or Die〉                            |                      | 3:09      |
| 2.  | 〈Thunder & Lightning〉                       |                      | 3:06      |
| 3.  | 〈Fire Storm Hotel〉                          |                      | 3:35      |
| 4.  | 〈Shoot Out All of Your Lights〉              |                      | 3:15      |
| 5.  | 〈The Devil〉                                 |                      | 2:54      |
| 6.  | 〈Electricity〉                               |                      | 2:17      |
| 7.  | 〈Evil Eye〉                                  |                      | 2:20      |
| 8.  | 〈Teach Them How to Bleed〉                   |                      | 3:13      |
| 9.  | 〈Till the End〉                              |                      | 4:05      |
| 10. | 〈Tell Me Who to Kill〉                       |                      | 2:57      |
| 11. | 〈Choking on Your Screams〉                   |                      | 3:33      |
| 12. | 〈When the Sky Comes Looking for You〉        |                      | 2:58      |
| 13. | 〈Sympathy for the Devil (롤링 스톤스 커버)〉 | 믹 재거, 키스 리처즈 | 5:35      |